# Azart-alfabet

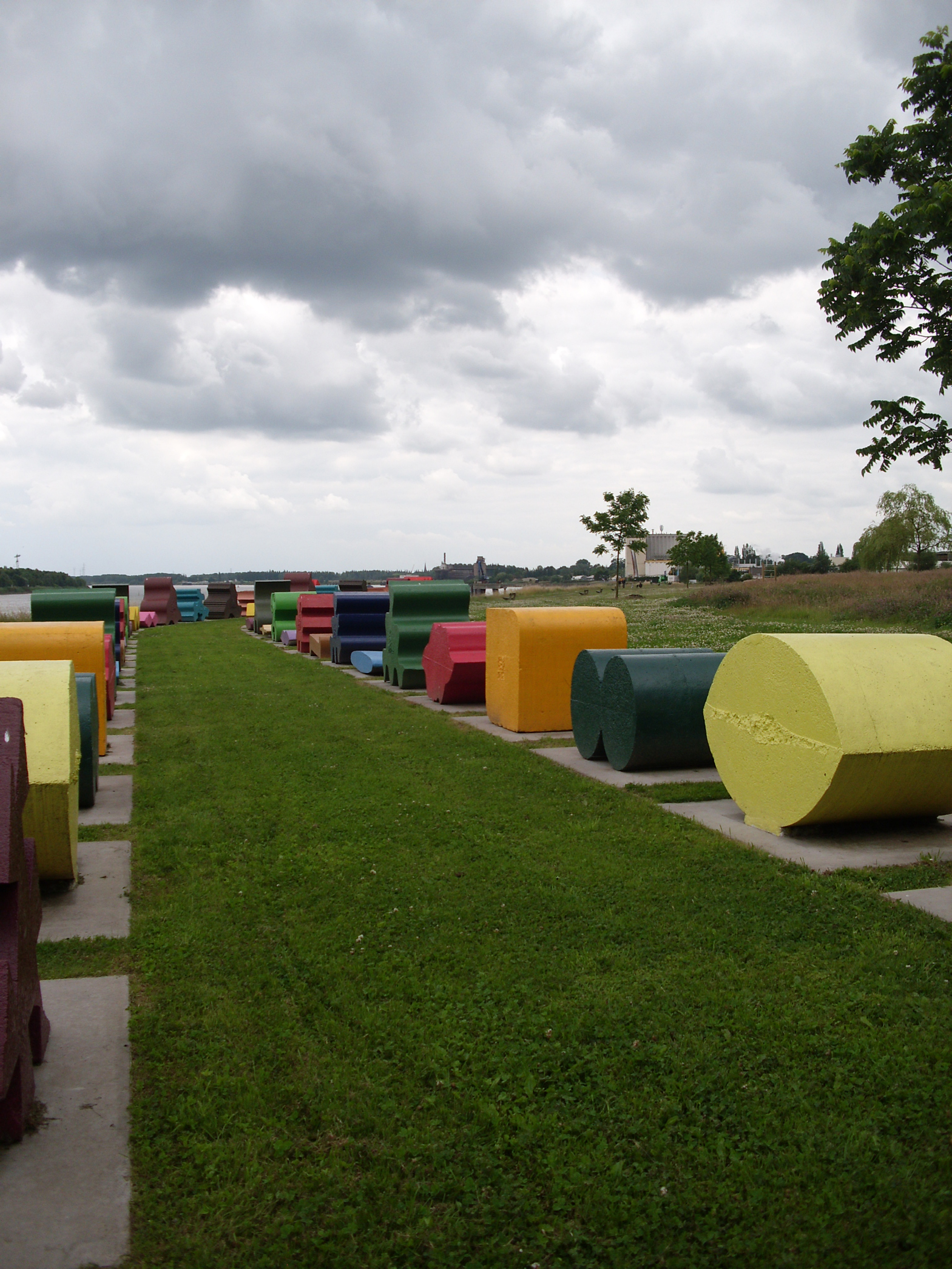
Lettertuin in Burcht

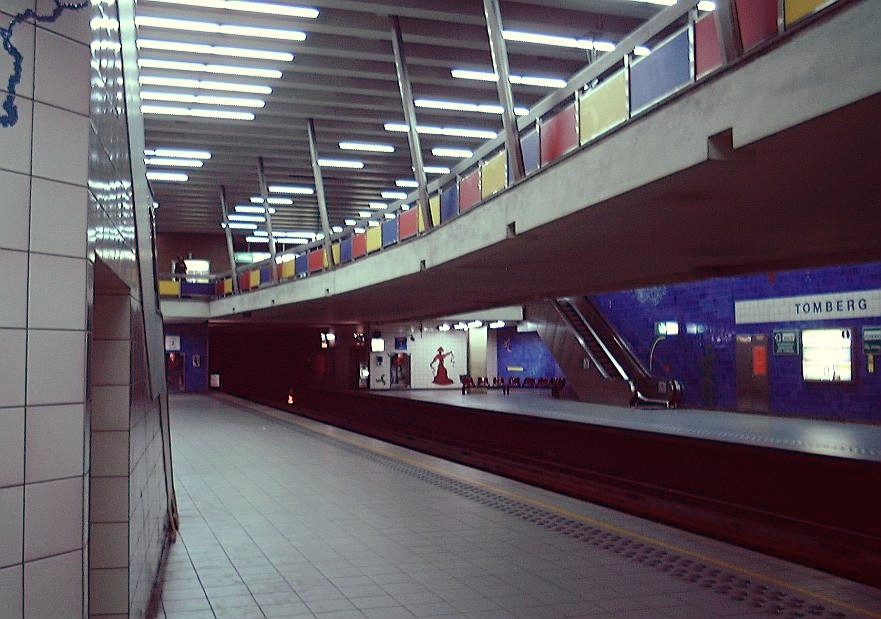
Metrostation Tomberg

Het Azart-alfabet is een alfabet ontworpen door de kunstenaars Guy Rombouts en Monica Droste.
De naam van het alfabet verwijst naar AZ-art (A-Z voor alfabet en art voor kunst) en naar het woord hazard (geluk, lot). Azart is Russisch voor bezieling of hartstocht in het spel.
Elke letter van het alfabet bestaat uit:
- een lijn met een vorm (bijvoorbeeld: 'Angulair, Barensteel),
- een kleur (Aquamarijn, Bordeauxrood),
- een geluid ("Aha", Bel-geluid).[3]

Het alfabet is door Rombouts en Droste onder meer in de volgende kunstwerken toegepast:
- op negen Letterbruggen (ook wel: woordbruggetjes) op het Java-eiland in Amsterdam (1994)[4]. Azart is ook de naam van een schip en van een theatergezelschap dat daarvan gebruikmaakt, en dat bij het Java-eiland vaste aanlegplaats had, de plek bij de aanlegplaats heet daarnaar Azartplein[5],
- in het gebouw van SD Worx in Antwerpen (1995),
- 2 sculpturen in de middenberm van de Koning Albert II-laan in Brussel (Noordruimte) (1997),
- lijnen en figuren op de wanden van het Brusselse metrostation Tomberg (1998),
- de Lettertuin in Burcht (Zwijndrecht) aan de Schelde (2006).